# Pohřeb
Pohřeb (lat. funus) může znamenat
- pohřební obřad
- způsob pohřbívání

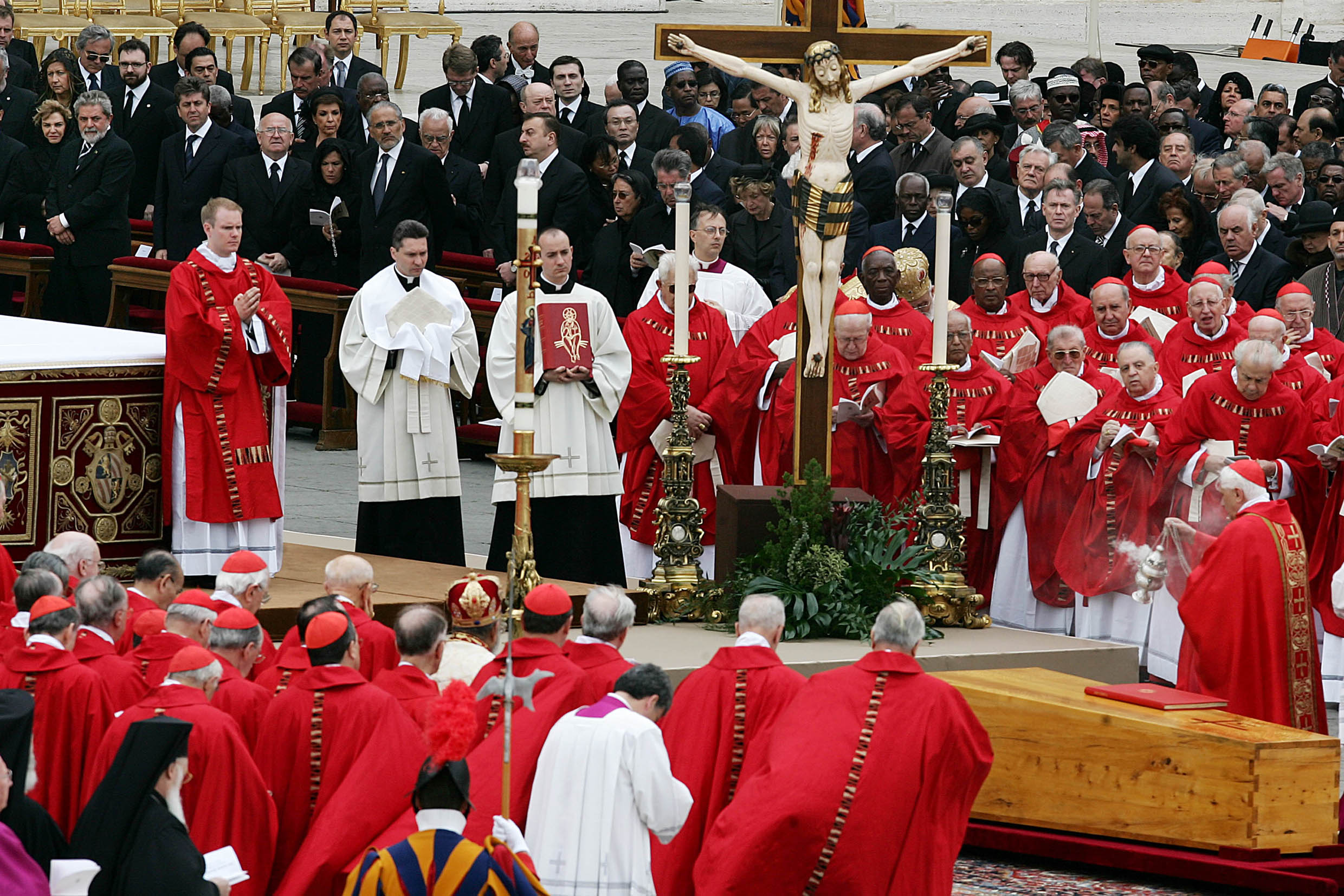
Pohřeb papeže Jana Pavla II.

- v archeologii nález lidských pozůstatků, hrob apod.

## Pohřební obřad

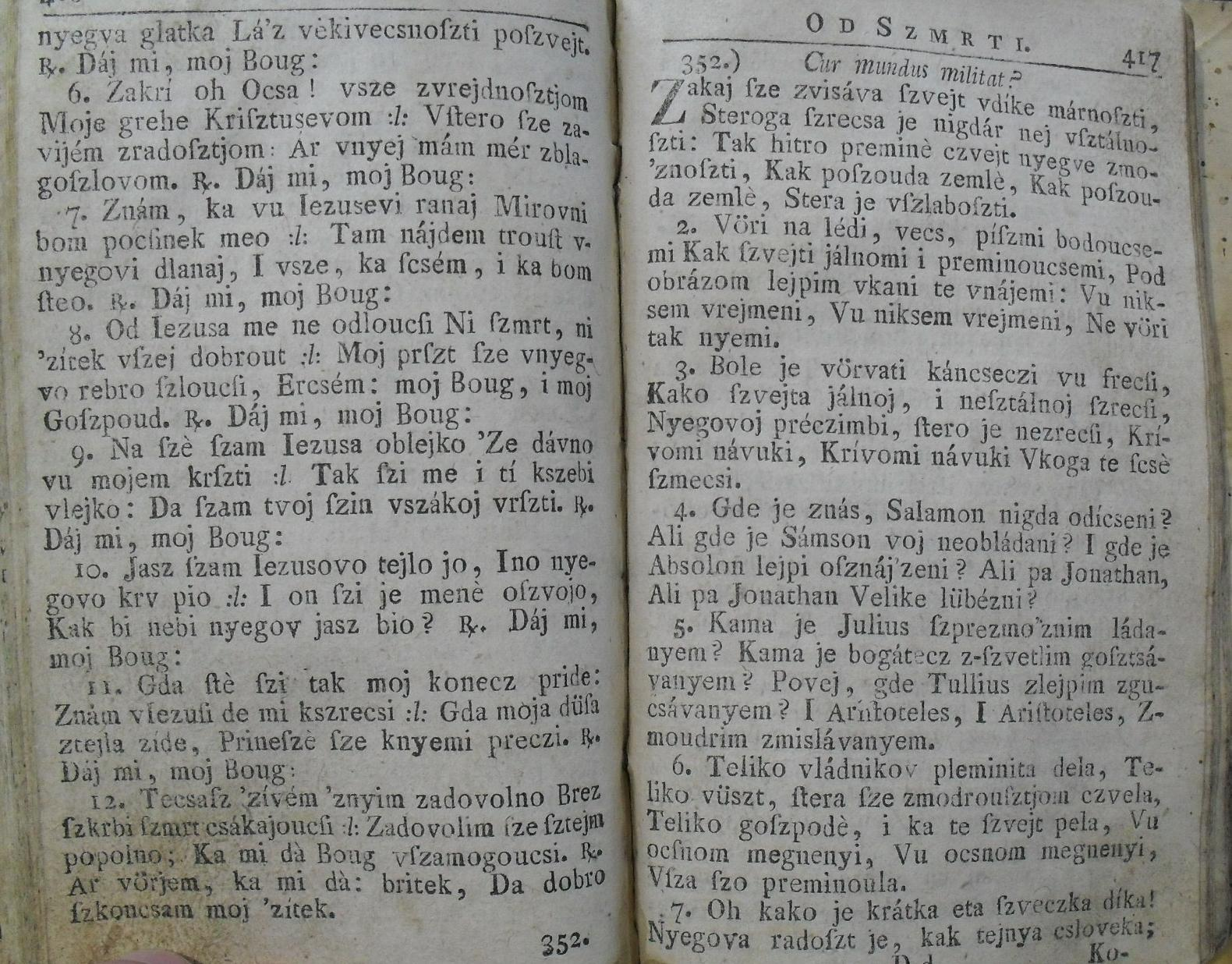
Luteránská zámurská kniha s pohřebními obřady (Miháo Bakoš: Nouvi Gráduvál, 1789.)

Je ceremoniál posledního rozloučení se zemřelým člověkem, obvykle spojený s uložením ostatků zesnulého, nejčastěji pohřbením do země nebo spálením (kremace). Pohřební obřady patří k nejstarším známkám lidské kultury a téměř vždy vyjadřovaly nějakou formu představy o posmrtném životě (viz níže, způsoby pohřbívání). Moderní společnosti na takové představy masově rezignují, a pohřební obřad je tak často setkáním přátel zemřelého a nanejvýš symbolickým rozloučením. V České republice se značná část zemřelých spaluje bez obřadu.

### Náboženský pohřeb
Církve a náboženské společnosti vesměs předpokládají, že lidská osoba smrtí úplně nekončí a i tělu zemřelého přísluší jistá úcta; tyto představy vyjadřují také v pohřebním obřadu. Většina náboženství hovoří v této souvislosti o nesmrtelné duši, pro židovství, křesťanství i islám je důležitá i představa soudu a vzkříšení.

#### Křesťanský pohřeb
Katolická církev považuje pohřeb za svátostinu, jejímž účelem je vyprosit zemřelému duchovní pomoc, prokázat úctu jeho tělu a pozůstalým dodat útěchu a naději ve vzkříšení s Kristem. Tradiční křesťanský pohřeb v České republice se skládá z obřadu rozloučení v kostele, průvodu na hřbitov, vysvěcení hrobu a uložení ostatků. Součástí slavnostního katolického pohřbu může být mše svatá, buďto před cestou na hřbitov, anebo častěji po pohřbu (tzv. zádušní mše neboli rekviem). Křesťanské církve – zejména katolická – se pohřbu žehem (stejně jako židé) dlouho bránily, protože v něm viděly symbolické popření duše zemřelé osoby (omezit kremace propagací pohřbů do země se například snažil katolický spolek Arimatheum); od poloviny 20. století se však i katolické pohřby konají v krematoriích. V současné době, zejména ve městech, se většina zemřelých pohřbívá žehem (spálením) a obřad rozloučení se koná v krematoriu, případně v kostele před odvozem do krematoria. Po kremaci někdy následuje zádušní mše, případně prosté uložení urny s modlitbou.

#### Muslimský pohřeb
Zemřelý muslim musí být pohřben co nejdříve. Islám neužívá rakví, zemřelý je pohřben ve lněném pytli do země, tváří k Mekce. Islám neuvažuje kremaci. Muslimský pohřební obřad se nazývá dženaza.

#### Buddhistický pohřeb
V buddhismu je smrt považována za příležitost velkého náboženského významu jak pro zesnulé, tak pro pozůstalé. Pro zesnulé to znamená okamžik, kdy přechod začíná v koloběhu znovuzrození k novému způsobu existence. Když dojde k smrti, aktivují se všechny karmické síly, které mrtvá osoba nashromáždila během svého života, a určují další znovuzrození. Pro živobytí je smrt mocnou připomínkou Buddhova učení o nestálosti; poskytuje také příležitost pomoci zemřelé osobě při nástupu do nové existence.

### Občanský pohřeb
Občanské pohřby se dnes konají vesměs v krematoriu, obvykle s hudbou a květinami, někdy i s projevy přátel zemřelého. Urna se ukládá na hřbitov, případně se popel zemřelého rozptyluje ve zvláštní části hřbitova.

### Státní pohřeb
Jde o slavnostní pohřeb, kterým stát vyjadřuje nejvyšší pocty při úmrtí mimořádně významné osobnosti.

## Způsoby pohřbívání
V současné době se zemřelí pohřbívají buď do země, spálením a uložením urny, případně spálením a rozptylem. Pohřeb do země je patrně nejstarší a nejběžnější, ale i pohřeb žehem se vyskytuje v mnoha starých kulturách. Ve starých a mimoevropských kulturách se však vyskytují i jiné způsoby, které vyjadřují na jedné straně úctu k zemřelému, na druhé straně i jistou obavu před ním. Jedním z takových způsobů je endokanibalismus, kdy se mrtvola usuší a spálí a popel, smíchaný například s banánovou kaší, pozůstalí při slavnosti společně snědí. Poměrně rozšířené byly i tak zvané dvoufázové pohřby, kdy se mrtvola nejprve vynese mimo sídliště (někdy zavěsí na strom) a kosti se po čase uloží pod podlahou nebo v chýši.
Zvláštním případem pohřbu je mumifikace, při níž se odstraní některé části těla a zbytek balzamuje a vysuší. Za určitých podmínek může k mumifikaci dojít i samovolně, například v písčité půdě. Obřadné mumifikace se užívaly ve starém Egyptě i při pohřbech komunistických předáků ve 20. století. Protože prostory hřbitovů jsou omezené, ukládaly se vykopané kosti ze zrušených hrobů do tak zvaných kostnic, často ozdobně uspořádaných; slavný příklad je kostnice v Sedlci u Kutné Hory. Až téměř do konce 18. století (zejména v době protireformace) také byly praktikovány katolickou církví tzv. pohřby oslí – pro lidi, kteří si z hlediska církve nezasloužili řádný pohřeb na hřbitově.
V současnosti sílí trend takzvaného přírodního či ekologicky příznivého pohřbívání. Vychází z premisy, že i pohřeb je jistým výrazem životního postoje, ekologicky příznivého životního stylu. Na jednu stranu jde o tendenci ke vzniku takzvaných přírodních hřbitovů; zájemci většinou chtějí být pohřbeni či rozsypáni na louce anebo v lese. Druhou rovinou tohoto směru jsou formy pohřbů založené na kremaci, jež by se obešly prakticky bez emisí. Jde o „vodní kremaci“ (resomaci) a o takzvanou kryomaci. Poptávka po přírodním pohřbívání přitom pomalu narůstá i v České republice.

## Typy pohřbů

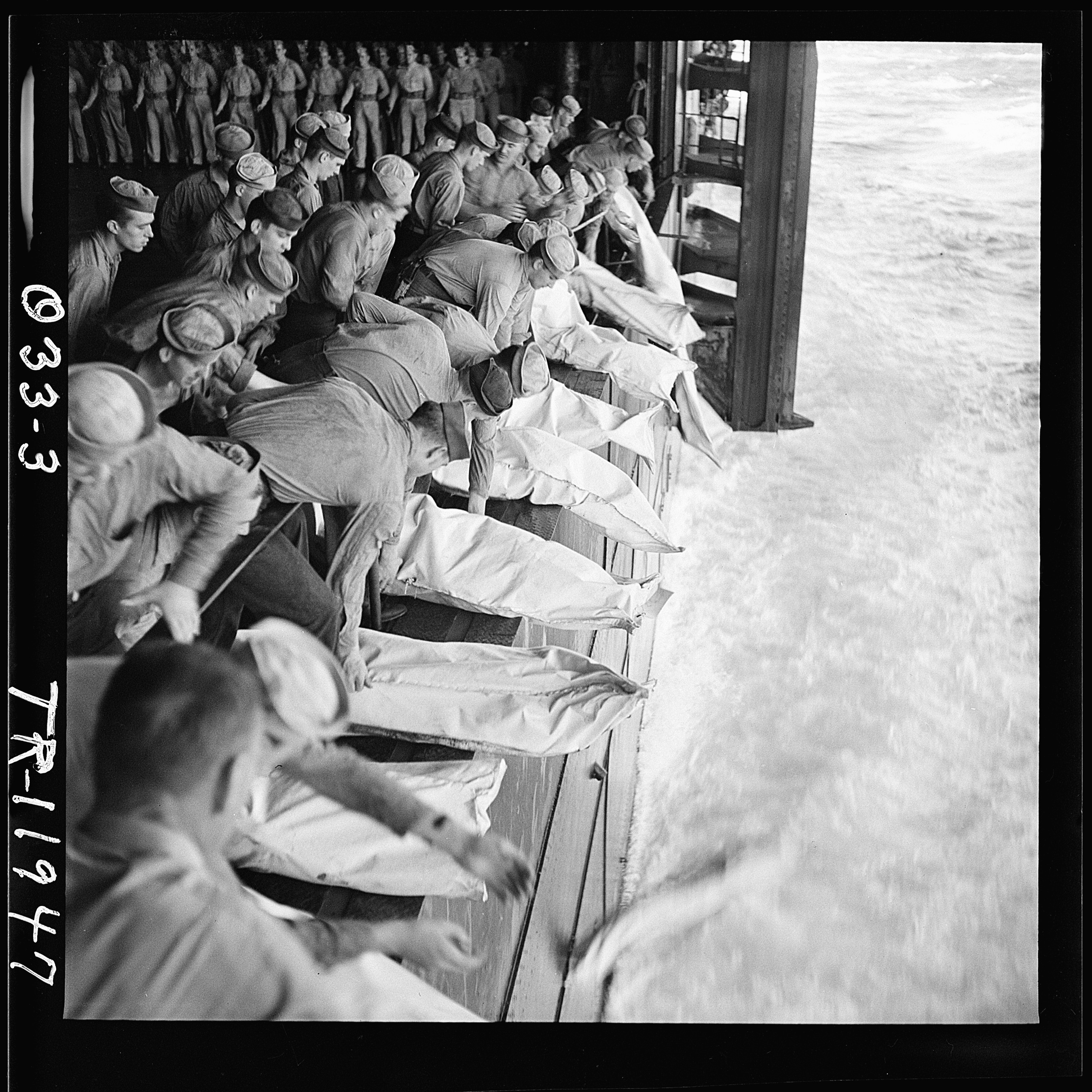
Pohřeb na moři

- pohřeb do země (kostrový pohřeb, inhumace)
- pohřeb žehem (zpopelněním, synonyma cinerace, incinerace (z lat. cinis, gen. cineris popel), nekrokaustie (z řec. nekros – mrtvola a kausis – (s)pálení), kremace (z lat. cremare – spalovat)
- terramace (pohřeb v krajině po přeměně organismu na zeminu)
- oslí pohřeb (lat. sepultura asini)
- birituální pohřeb (uložení zpopelněných ostatků do země)
- pohřeb v lodi
- endokanibalismus
- ponechání těla na dřevěných deskách ptákům (Indiáni)
- pohřeb do moře – v případě úmrtí na palubě lodi, kdy hrozí nebezpečí infekce přepravovaných osob;  o pohřbení mrtvého do moře musí  rozhodnout velitel námořního plavidla po dohodě s lékařem [7]

## Pohřeb v archeologii
Pohřeb v archeologii znamená nález kosterních pozůstatků člověka, pokud je zřejmé, že byly uloženy s nějakým symbolickým záměrem. Mohou to být jednoduché nebo společné hroby, mohyly, urnová pole, hrobky, tholosy a podobně. Nejstarší archeologické nálezy člověka, kosti a kostry, dávají nahlédnout do jeho anatomie, o jeho životě však říkají velmi málo. Vlastně teprve stopy symbolických jednání jednoznačně ukazují, že se jedná o člověka, a nejstaršími z nich jsou právě pohřby. Nejstarší zřetelné pohřby sahají patrně do paleolitu, například nálezy v Atapuerce ve Španělsku, kolem 300 tisíc let staré, kde byly mrtvoly uspořádány ve společném hrobě. Častou pohřební výbavou byla červená hlinka (například Dolní Věstonice), květiny, později i nádoby, zbraně a šperky (tzv. milodary). Téměř všechny nám známé předhistorické předměty pocházejí z pohřbů. Pohřební rituál však nelze jednoznačně spojovat s religiozitou, protože je provádějí i zvířata.
Mimořádně bohaté hrobky vysoce postavených osob a náčelníků pocházejí z doby bronzové, kde byl nebožtík uložen na bronzovém voze s květinovým lůžkem. V těchto dobách se při pohřbu někdy zabíjela i jeho žena (ženy), otroci a podobně, kteří ho měli doprovázet do posmrtného života. V pozdějších dobách je nahradily hliněné sošky. Vrcholem této pohřební kultury jsou pohřby egyptských faraonů a pyramidy.
Ve střední Evropě se pohřby do země a žehem různě střídaly, nacházejí se i pohřby tzv. skrčenců, koster těl, která byla před pohřbem svázána do kozelce, snad proto, aby se nemohla vracet mezi živé. Křesťanská církev bohaté pohřby s milodary zakazovala a v křesťanských hrobech se tak nacházejí jen šperky, případně u mužů zbraně. S příchodem křesťanství také mizí pohřby spálením – pokud se v dané kultuře předtím vyskytovaly.